# 攀鋼集団
攀鋼集団有限公司（はんこう-しゅうだん-ゆうげんこうし）は、中華人民共和国四川省に本拠を置く企業である。鉄鋼のほか、バナジウムやチタンを生産する。1965年建設開始。旧称は「攀枝花鋼鉄（集団）公司」。

## 概要
四川省攀枝花市東区を本拠とし、四川省成都市・綿陽市、重慶市、広西自治区北海市などにも拠点を置く。粗鋼の年間生産能力は940万トン。遼寧省鞍山市を本拠とする鞍山鋼鉄集団とともに鞍鋼集団の傘下で、同社が100%出資する。
傘下の攀鋼集団鋼鉄釩鈦股分有限公司（はんこう-しゅうだん-こうてつばんた-こふんゆうげんこうし、略称「攀鋼釩鈦」）は、1993年3月27日成立の上場会社で、深圳証券取引所に株式を上場している（コードは000629）。攀鋼集団が株式の4.86%を直接持つほか、攀鋼集団が100%出資する攀枝花鋼鉄有限責任公司が30.63%の株式を持つ。攀鋼釩鈦は、攀枝花市の鉄鋼製錬業者・攀鋼集団攀枝花鋼釩有限公司、成都市の鋼鉄製錬業者・攀鋼集団成都鋼釩有限公司、攀枝花市の鉱業業者・攀鋼集団礦業有限公司などの子会社を持つ。